# Ostoja nad Bobrem
Ostoja nad Bobrem (PLH020054) – specjalny obszar ochrony siedlisk Natura 2000 położony w województwie dolnośląskim, w rejonie doliny Bobru między Lwówkiem Śląskim a Jelenią Górą. Obszar ten został wyznaczony zgodnie z dyrektywą siedliskową w celu ochrony cennych siedlisk przyrodniczych oraz gatunków roślin i zwierząt o znaczeniu europejskim.

## Informacje
Ostoja obejmuje dolinę rzeki Bóbr na odcinku od Siedlęcina (na północ od Jeleniej Góry) do Wlenia, a także przyległe wzgórza o zróżnicowanej budowie geologicznej, w skład której wchodzą m.in. bazalty, wapienie i piaskowce.
Ostoja nad Bobrem stanowi ważny korytarz ekologiczny, łączący dolinę Odry z Karkonoszami i Rudawami Janowickimi. Zachowanie integralności tego obszaru ma kluczowe znaczenie dla spójności sieci Natura 2000 w regionie.

## Siedliska przyrodnicze

### Flora
Na obszarze Ostoi nad Bobrem występuje co najmniej 13 typów siedlisk przyrodniczych z załącznika I dyrektywy siedliskowej. Łąki, pastwiska i lasy stanowią dominujące elementy pokrycia terenu, a ich różnorodność sprzyja obecności wielu cennych gatunków. Wśród nich znajdują się:
| Flora | Flora                                                                                                   |
| ----- | --- |
|       | grądy zboczowe Aceri-Tilietum – trzecie co do wielkości skupisko tego priorytetowego siedliska w Polsce |
|       | murawy kserotermiczne z bogatym udziałem storczyków (priorytetowe)                                      |
|       | wilgotne murawy bliźniczkowe (Nardion)                                                                  |
|       | ziołorośla nadrzeczne i górskie                                                                         |
|       | zmiennowilgotne łąki trzęślicowe (Molinion)                                                             |
|       | pionierska roślinność na kamieńcach potoków górskich                                                    |
|       | kwaśne i żyzne buczyny                                                                                  |
|       | jaworzyny i lasy klonowo-lipowe (Tilio-Acerion)                                                         |
|       | łęgi wierzbowe, olszowe, topolowe i jesionowe                                                           |

### Fauna
Obszar ma również istotne znaczenie dla ochrony nietoperzy – m.in. w Kościele we Wleniu zlokalizowano największą kolonię rozrodczą nocka dużego na Dolnym Śląsku. Na terenie obszaru odnotowano występowanie 11 gatunków zwierząt objętych ochroną zgodnie z załącznikiem II dyrektywy siedliskowej, w tym:
| Fauna       | Fauna                                      |
| ----------- | ------------------------------------------ |
| Ssaki       |                                            |
|             | nocek duży (Myotis myotis)                 |
|             | mopek (Barbastella barbastellus)           |
| Płazy       |                                            |
|             | traszka grzebieniasta (Triturus cristatus) |
|             | kumak nizinny (Bombina bombina)            |
| Ryby        |                                            |
|             | głowacz białopłetwy (Cottus gobio)         |
|             | minóg strumieniowy (Lampetra planeri)      |
|             | różanka (Rhodeus sericeus)                 |
|             | piskorz (Misgurnus fossilis)               |
| Bezkręgowce |                                            |
|             | modraszek nausitous (Phengaris nausithous) |
|             | modraszek telejus (Phengaris teleius)      |
|             | czerwończyk nieparek (Lycaena dispar)      |

## Wartości turystyczne i kulturowe
Ostoja położona jest w pobliżu takich miast jak Jelenia Góra, Wleń i Lwówek Śląski. Wleń, zlokalizowany w centralnej części ostoi, uważany jest za jedno z najstarszych i najpiękniej położonych miasteczek Dolnego Śląska. Znajduje się tam m.in. Góra Zamkowa (360 m n.p.m.) z rezerwatem przyrody oraz ruiny średniowiecznego zamku.
W regionie przebiegają liczne szlaki turystyczne:
- Szlak Wygasłych Wulkanów,
- Międzynarodowy Szlak E3,
- Szlak Zamków Piastowskich.

Bogata historia osadnictwa, pozostałości po średniowiecznych grodziskach, zamkach, kapliczkach oraz infrastruktura agroturystyczna czynią obszar atrakcyjnym dla turystyki pieszej, rowerowej, a także wodnej.

## Zagrożenia
Ostoja nad Bobrem jest narażona na negatywny wpływ działalności człowieka, w tym:
- zanieczyszczenie wód i powietrza,
- nielegalne składowanie odpadów,
- intensyfikacja rolnictwa i gospodarki leśnej,
- regulacje koryt rzecznych,
- zakłócenia w okresie hibernacji nietoperzy.

Ochrona tego obszaru ma na celu ograniczenie tych zagrożeń i zachowanie jego wartości przyrodniczych.